# Ahomes
Los Ahomes (Del Cahita Ah ou me "ah, hombre") o según otras fuentes (Del nahuatl Ahotli) fueron una etnia Cahita que habitó en la zona del actual poblado de Ahome, en el actual estado mexicano de Sinaloa, más específicamente en la costa del pacífico, leguas más debajo de los Zuaques, procedían del norte y llegaron junto a las tribus zoes para habitar la desembocadura del río Fuerte o de Santa María de Ahome, fundaron una aldea principal a la que llamaron Oremy.

## Cultura y costumbres
El pueblo de Oremy se ubicaba en el centro del bosque, el cual le servía de fortaleza. Los españoles observaron que eran aliados de los zoes, estaban los españoles asombrados por la cultura tan civilizada de los ahomes, citan que en esta nación indígena muchos sabían cantar escribir, leer o tocar instrumentos musicales. Observaron que eran gobernados por los ancianos más sabios de la comunidad, vieron también gran mansedumbre y fidelidad en esta nación.
Citaban también los españoles la carencia de la costumbre de mitote y la embriaguez, característica importante en pueblos indígenas vecinos. Se observó que a las mujeres ahome no casadas se acostumbraba colgarles una concha marina como símbolo de su virginidad y que los hombres solo tenían una esposa y no varias como en otros grupos.
Se vio también que la vestimenta de los ahome era más elaborada que la de otros grupos y es que las mujeres vestían matas de algodón en distintos colores a forma de túnica.